# غيبوبة مستحثة
الغيبوبة المستحثة (بالإنجليزية: Induced coma)‏، والمعروفة أيضًا باسم الغيبوبة المستحثة طبيًا، أو غيبوبة مستحثة بالباربيتورات، هي غيبوبة مؤقتة (حالة عميقة من فقدان الوعي) ناتجة عن جرعة مضبوطة من عقار الباربيتورات، عادةً بنتوباربيتال أو ثيوبنتال. تُستخدم لحماية الدماغ أثناء جراحة الأعصاب الكبرى، كخط علاج أخير في حالات معينة من حالات الصرع التي لم تستجب للعلاجات الأخرى، وفي ارتفاع ضغط الدم داخل الجمجمة المقاوم للعلاج بعد إصابات الدماغ الرضية.
عادة ما ينتج عن الغيبوبة المستحثة آثار ضائرة جهازية كبيرة. من المحتمل أن يفقد المريض محرك التنفس تمامًا ويتطلب تهوية ميكانيكية؛ كذلك يتم تقليل حركية القناة الهضمية. يمكن أن يؤدي انخفاض ضغط الدم إلى تعقيد الجهود المبذولة للحفاظ على ضغط التروية الدماغي وغالبًا ما يتطلب استخدام عقاقير تضييق الأوعية. غالبًا ما ينتج كذلك نقص بوتاسيوم الدم. يتعرض المريض غير المتحرك تمامًا لخطر متزايد من تقرحات الفراش وكذلك العدوى من القسطرة.
كانت الغيبوبة المستحثة سمة من سمات بروتوكول ميلووكي، وهي طريقة فقدت مصداقيتها الآن وتم الترويج لها كوسيلة لعلاج عدوى داء الكلب لدى البشر.

## نظرية
يقلل الباربيتورات من معدل التمثيل الغذائي لأنسجة المخ، وكذلك من تدفق الدم في المخ. مع هذه التخفيضات، تضيق الأوعية الدموية في الدماغ، مما يؤدي إلى تقلص الدماغ، وبالتالي انخفاض الضغط داخل الجمجمة. الأمل هو أنه مع تخفيف التورم، ينخفض الضغط ويمكن تجنب بعض أو كل تلف الدماغ. دعمت العديد من الدراسات هذه النظرية من خلال إظهار انخفاض معدل الوفيات عند علاج ارتفاع ضغط الدم داخل الجمجمة مع غيبوبة الباربيتورات.
حوالي 60٪ من الجلوكوز والأكسجين الذي يستخدمه الدماغ مخصص لنشاطه الكهربائي والباقي لجميع الأنشطة الأخرى مثل التمثيل الغذائي. عندما يتم إعطاء الباربيتورات للمرضى المصابين في الدماغ بسبب الغيبوبة المستحثة، فإنها تعمل عن طريق تقليل النشاط الكهربائي للدماغ، مما يقلل من الحاجة إلى التمثيل الغذائي والأكسجين. يتم زيادة معدل جرعة التسريب من الباربيتورات تحت المراقبة بواسطة تخطيط كهربية الدماغ حتى يتم الوصول إلى إخماد الانفجار أو الصمت الكهربائي القشري (متساوي الكهربي "الخط الثابت"). بمجرد حدوث تحسن في الحالة العامة للمريض، يتم سحب الباربيتورات تدريجياً ويستعيد المريض وعيه.
يوجد جدل حول فوائد استخدام الباربيتورات للسيطرة على ارتفاع ضغط الدم داخل الجمجمة. أظهرت بعض الدراسات أن الغيبوبة التي يسببها الباربيتورات يمكن أن تقلل من ارتفاع ضغط الدم داخل الجمجمة ولكنها لا تمنع بالضرورة تلف الدماغ. علاوة على ذلك، قد لا يستمر الانخفاض في ارتفاع ضغط الدم داخل الجمجمة. فشلت بعض التجارب العشوائية في إثبات أي فائدة للبقاء أو المراضة للغيبوبة المستحثة في حالات متنوعة مثل العمليات الجراحية العصبية، وصدمات الرأس، وتمزق الأوعية الدموية داخل الجمجمة، والنزيف داخل الجمجمة، والسكتة الدماغية، وحالة الصرع. إذا نجا المريض، فقد يتبع الضعف الإدراكي أيضًا الشفاء من الغيبوبة.